# Premi Catalunya de Fotografia
El Premi Catalunya de Fotografia és un guardó anual atorgat per la Federació Catalana de Fotografia (FCF) que reconeix els millors fotògrafs i fotògrafes de l’àmbit associatiu català. Té com a objectiu premiar la qualitat i l’excel·lència artística en la fotografia dins dels concursos organitzats o patrocinats per la FCF. El premi es concedeix als fotògrafs i fotògrafes que acumulen més punts al llarg de l’any en aquests concursos. Reconeix la trajectòria i la qualitat artística dels afeccionats i professionals catalans i forma part d’un conjunt de distincions que valoren la seva tasca a nivell català, estatal i internacional. El premi també actua com a plataforma per impulsar la pràctica i la competició artística, motivant la millora de la tècnica i de l’edició de les imatges. A més, el premi posa en relleu projectes que aborden temàtiques socials, culturals i personals, establint un diàleg entre la imatge i l’espectador.